# Byszyce
Byszyce – wieś w Polsce, położona w województwie małopolskim, w powiecie wielickim, w gminie Wieliczka.
W latach 1975–1998  miejscowość administracyjnie należała do województwa krakowskiego.

## Położenie
Pod względem geograficznym Byszyce znajdują się na Pogórzu Wielickim. Graniczą z Koźmicami Wielkimi, Gorzkowem, Czechówką, Sieprawiem, Łyczanką i Rzeszotarami.

## Integralne części wsi
| SIMC    | Nazwa  | Rodzaj    |
| ------- | ------ | --------- |
| 0340167 | Dulany | część wsi |
| 0340173 | Kopce  | część wsi |

## Opis miejscowości
Na miejscu dzisiejszego kościoła z XIX w. znajdował się wiele lat temu cmentarz. W tym miejscu stanął drewniany krzyż z wizerunkiem ukrzyżowanego Pana Jezusa. Krzyż ten jednak z czasem się zniszczył. 
W 1850 r. powstał tzw. Komitet Kapliczkowy, który powziął decyzję o budowie kaplicy, stanowiącej obecnie prezbiterium kościoła. Głównymi inicjatorami byli wójt Józef Jania i Mateusz Cholewa. Materiał na budowę darowali mieszkańcy, którzy też brali czynny udział w pracach. Budowę ukończono w 1875 r. Byszyce należały wówczas do parafii św. Klemensa w Wieliczce. Kapłana dowożono do kaplicy z Wieliczki albo z Świątnik Górnych.
W 1882 r. zrodziła się inicjatywa rozbudowy kaplicy, która została zrealizowana w latach 1910–1914. W efekcie powstała obecna bryła kościoła, który został poświęcony w 1915 r. 1 października 1923 r. została erygowana parafia w Gorzkowie, do której włączono Byszyce. Kościół zaczął pełnić funkcję kościoła filialnego. Msze św. odprawiane były bardzo rzadko – kilka razy w roku.
W okresie powojennym nastąpił dynamiczny rozwój Byszyc. W tym celu w latach 1975–1977 w miejscu starej drewnianej zakrystii wybudowano piętrowy budynek służący jako zaplecze socjalno-gospodarcze dla kościoła oraz mieszkanie dla księdza. 7 grudnia 1977 r. zamieszkał tu pierwszy kapłan ze zgromadzenia księży michalitów, którzy podjęli się stałej posługi duszpasterskiej w Byszycach. 20 maja 2007 r. ustanowiono tu Rektorat na prawach parafii. Obraz Matki Bożej, zwanej początkowo Opiekunką, znajdujący się w ołtarzu, ufundowali w 1875 r. Katarzyna i Józef Janiowie. Matka Boża Różańcowa jest patronką kościoła. Tu przed Jej obliczem klęczał i modlił się 4 października 1958 r. młody krakowski biskup Karol Wojtyła. 7 października 2017 r. nastąpiła konsekracja kościoła.
Na początku XX wieku na miejscu dawnego dworu powstała szkoła podstawowa w Byszycach.
Miejscowa straż pożarna została założona w 1926 roku.

## Urodzeni w Byszycach
- Stanisław Chlebda – polski nauczyciel i działacz społeczny, poseł na Sejm PRL I (1952–1956) i III (1961–1965) kadencji.